# Inscripción de Çineköy

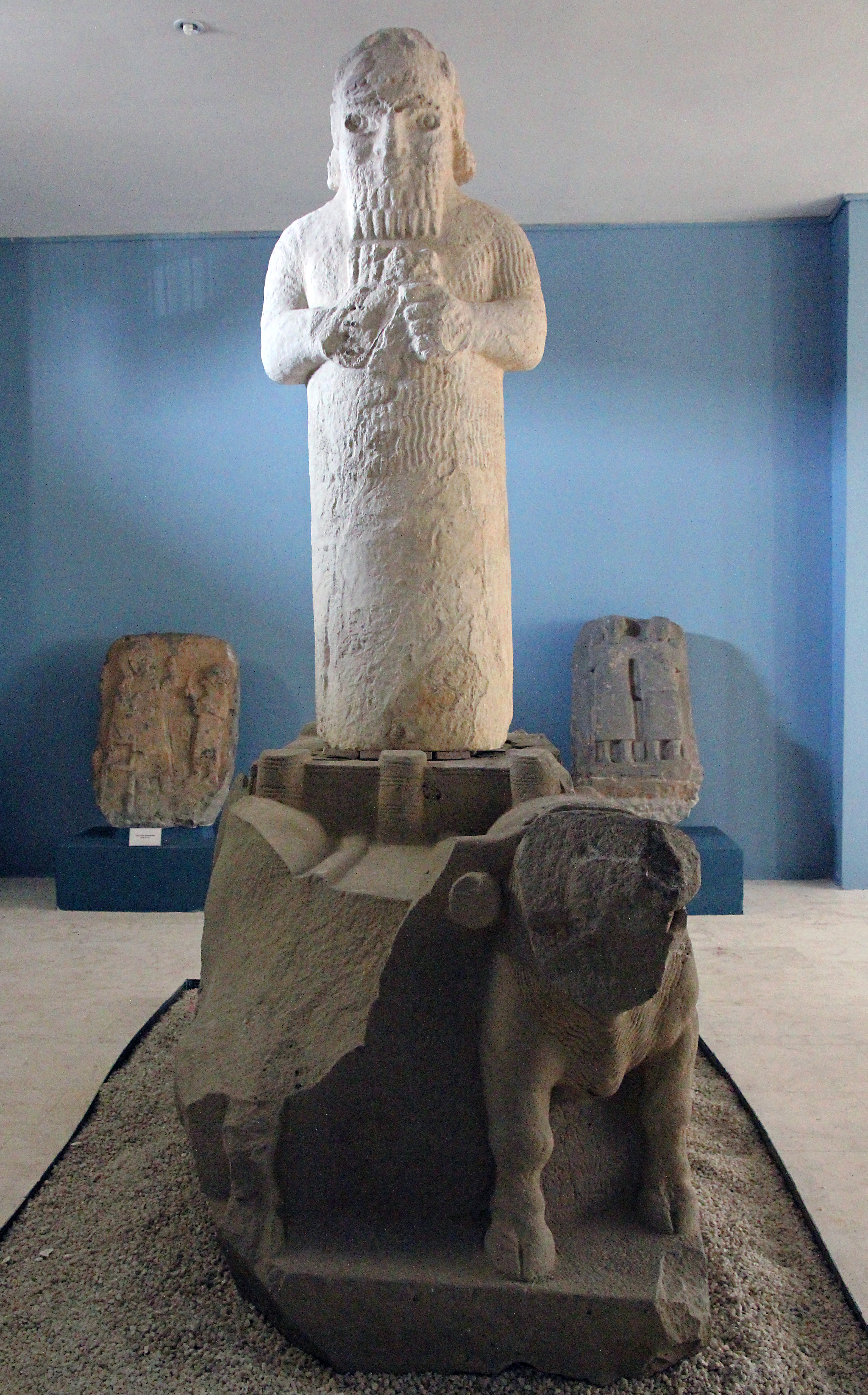
La estatua, actualmente en el Museo de Arqueología de Adana

Distribución de la lengua luvita, en violeta

La inscripción de Çineköy es una inscripción bilingüe antigua, escrita en  jeroglíficos luvitas y letras fenicias. La inscripción data de la segunda mitad del siglo VIII a. C. Fue descubierto en 1997 cerca del pueblo de Çine (Yüreğir), que se encuentra a unos 30 km al sur de Adana, capital de la provincia de Adana (antigua Cilicia) en el sur de Turquía.
El hallazgo fue publicado y descrito por primera vez en 1999, y la primera edición de la inscripción se publicó en el año 2000. Se hicieron importantes adiciones a la interpretación de la inscripción en 2007, 2012, 2015, y 2017.
Otra inscripción importante del mismo tipo se conoce como la inscripción de Karatepe, descubierta anteriormente. Ambas inscripciones pintan a los reyes de la antigua Adana de la "casa de Mopsos " (en jeroglífico luvita como Muksa y en fenicio como Mopsos en la forma mps). Fue un legendario rey de la antigüedad.

## Descripción
El objeto en el que se encuentra la inscripción es un monumento al dios del trueno Tarhunza. La inscripción fue escrita por el gobernante conocido como Urikki en los textos asirios, que equivale a War(a)ika en luvita. La cuestión de si es la misma persona que Awar(i)ku de la inscripción de Karatepe o alguien diferente sigue siendo discutida. Era el rey vasallo de Quwê (nombre asirio), la moderna Cilicia. En luvita esta región se conocía como 'Hiyawa'.
En esta monumental inscripción, Urikki hace referencia a la relación entre su reino y los señores asirios. Además, en la versión fenicia de la inscripción, Awariku afirma haber construido 15 fortalezas en su reino. En la versión luvita de la misma inscripción, la misma oración se malinterpreta como una referencia a la destrucción de fortalezas.

## Siria como designación luvita de Asiria

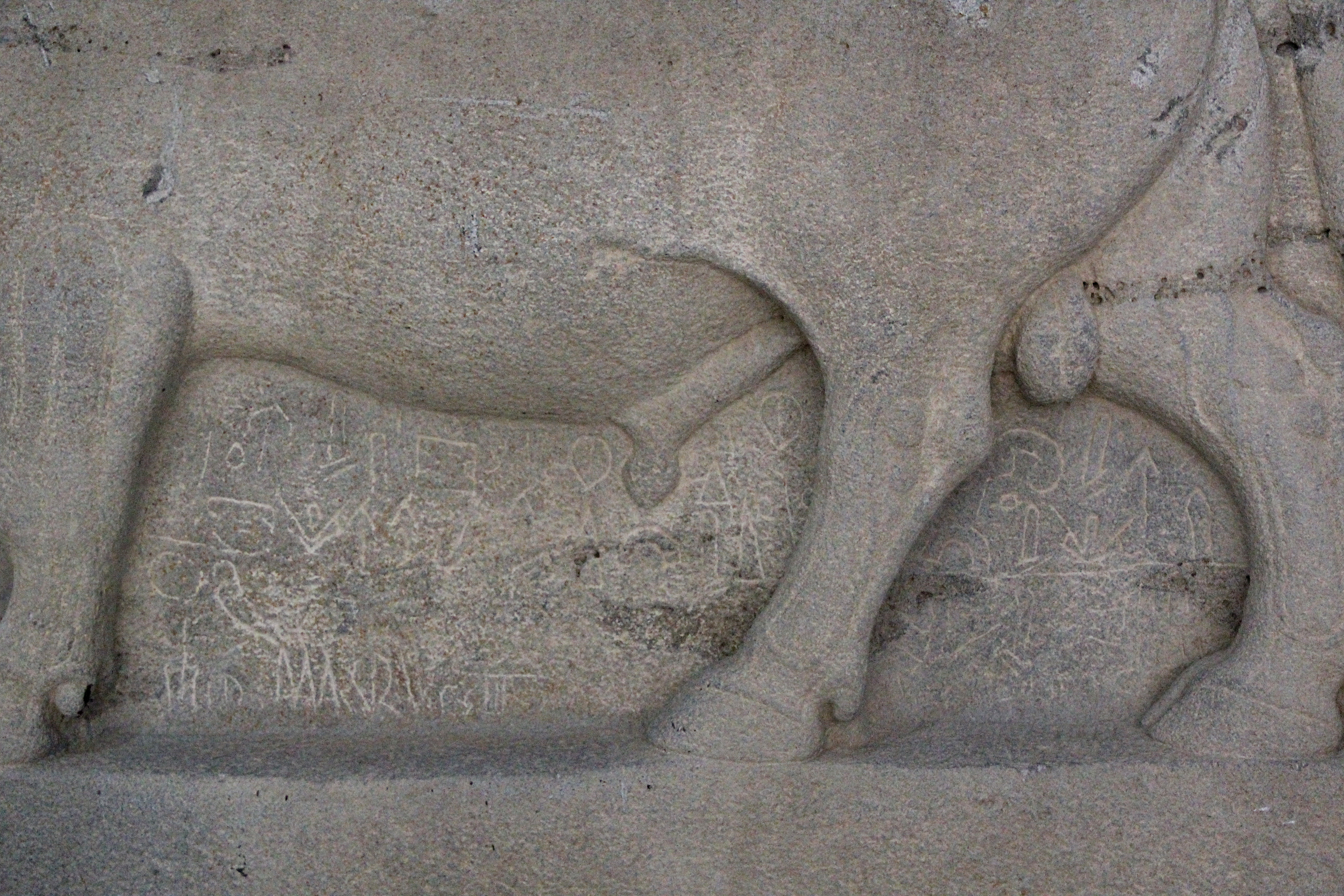
Parte de la inscripción de Çineköy en el Museo de Arqueología de Adana

La inscripción Çineköy tiene una importancia clave para determinar la etimología del término Siria, una cuestión harto debatida entre los estudiosos desde 1871, cuando Theodor Nöldeke propuso una explicación lingüística basada en la derivación de Siria de Asiria. Esa explicación recibió un apoyo mayoritario entre los académicos. El descubrimiento de la inscripción Çineköy proporcionó evidencia adicional de la conexión directa entre los términos Siria y Asiria. La sección fenicia de la inscripción menciona a ʾŠR (Ashur), y también ʾŠRYM (Asirios), mientras que la sección luvita narra el mismo contenido utilizando SU-RA/i (Siria). Al analizar la inscripción, el historiador Robert Rollinger señaló en 2006 que la sección luvita proporciona evidencia concluyente del uso original del término Siria como sinónimo de Asiria, resolviendo así la cuestión.
La sección de la inscripción fenicia dice:
Y el rey [de Aššur y (?)]
la "Casa" entera de Aššur ('ŠR) era para mí un padre [y una]
madre, y el DNNYM y los asirios ('ŠRYM)
eran una sola "Casa".
La sección correspondiente de la inscripción luvita dice:
§VI Y luego, el/un rey asirio (su+ra/i-wa/i-ni-sa(URBS)) y toda la "Casa" asiria (su+ra/i-wa/i-za-ha(URBS)) se hicieron un pa[dre y una ma]dre para mí,
§VII y Hiyawa y Assyria (su+ra/i-wa/i-ia-sa-ha(URBS)) se hicieron una sola "Casa".
Al observar el consenso académico sobre la interpretación de los términos Siria / Asiria en la inscripción de Çineköy, algunos investigadores también han analizado términos similares, que aparecen en otras inscripciones contemporáneas, lo que sugiere algunas interpretaciones adicionales.